# (2600) Lumme
(2600) Lumme (1980 VP; 1951 EC1; 1975 VH5) ist ein ungefähr 15 Kilometer großer Asteroid des äußeren Hauptgürtels, der am 9. November 1980 vom US-amerikanischen Astronomen Edward L. G. Bowell am Lowell-Observatorium, Anderson Mesa Station (Anderson Mesa) in der Nähe von Flagstaff, Arizona (IAU-Code 688) entdeckt wurde. Er gehört zur Eos-Familie, einer Gruppe von Asteroiden, die nach (221) Eos benannt ist.

## Benennung
(2600) Lumme wurde nach dem finnischen Astronomen Kari Lumme benannt, der an der Universität Helsinki tätig war. Er untersuchte die Lichtstreuung an den Ringen des Saturn.